# Two Men and a Girl (film 1911 Essanay)
Two Men and a Girl è un cortometraggio muto del 1911. Il nome del regista non viene riportato.
Protagonista del film è Francis X. Bushman, affiancato dall'esordiente Dolores Cassinelli che girerà, nella sua carriera, una settantina di pellicole.

## Produzione
Il film fu prodotto da Theodore Wharton per la Essanay Film Manufacturing Company

## Distribuzione
Distribuito dalla General Film Company, il film uscì nelle sale cinematografiche statunitensi il 12 settembre 1911.